# Ayr, Carrick and Cumnock (circonscription du Parlement britannique)
Circonscription parlementaire de la Chambre des communes
Ayr, Carrick and Cumnock est une circonscription électorale britannique située en Écosse.

## Liste des députés
| Élection | Élection | MP             | Parti                   |
| -------- | -------- | -------------- | ----------------------- |
|          | 2005     | Sandra Osborne | Parti travailliste      |
|          | 2015     | Corri Wilson   | Parti national écossais |
|          | 2017     | Bill Grant     | Parti conservateur      |
|          | 2019     | Allan Dorans   | Parti national écossais |